# Methanohalobium
En taxonomía, Methanohalobium es un género de arqueas metanógenas dentro de Methanosarcinaceae. Su genoma se ha secuenciado. Estas especies son estrictmente anaerobias y viven exclusivamente mediante la producción de metano a través de la reducción de dióxido de carbono con hidrógeno o mediante el uso de compuestos de metilo como sustratos. Son sólo un poco halófilas pero extremadamente termófilas.

## Otras lecturas

### Revistas científicas
- Springer E; Sachs MS; Woese CR; Boone DR (1995). «Partial gene sequences for the A subunit of methyl-coenzyme M reductase (mcrI) as a phylogenetic tool for the family Methanosarcinaceae». Int. J. Syst. Bacteriol. 45 (3): 554-559. PMID 8590683. doi:10.1099/00207713-45-3-554.
- Zhilina, T. N.; G. A. Zavarzin (1987). «[Methanohalobium evestigatus, n. gen., n. sp. The extremely halophilic methanogenic Archaebacterium]». Doklady Akademii Nauk SSSR 293: 464-468.
- Sowers KR; Johnson JL; Ferry JG (1984). «Phylogenic relationships among the methylotrophic methane-producing bacteria and emendation of the family Methanosarcinaceae». Int. J. Syst. Bacteriol. 34 (4): 444-450. doi:10.1099/00207713-34-4-444.
- Balch WE; Fox GE; Magrum LJ; Woses CR et al. (1979). «Methanogens: reevaluation of a unique biological group». Microbiol. Rev. 43 (2): 260-296. PMC 281474. PMID 390357.

### Bases de datos científicos
- PubMed
- PubMed Central
- Google Scholar